# 紫砂壺

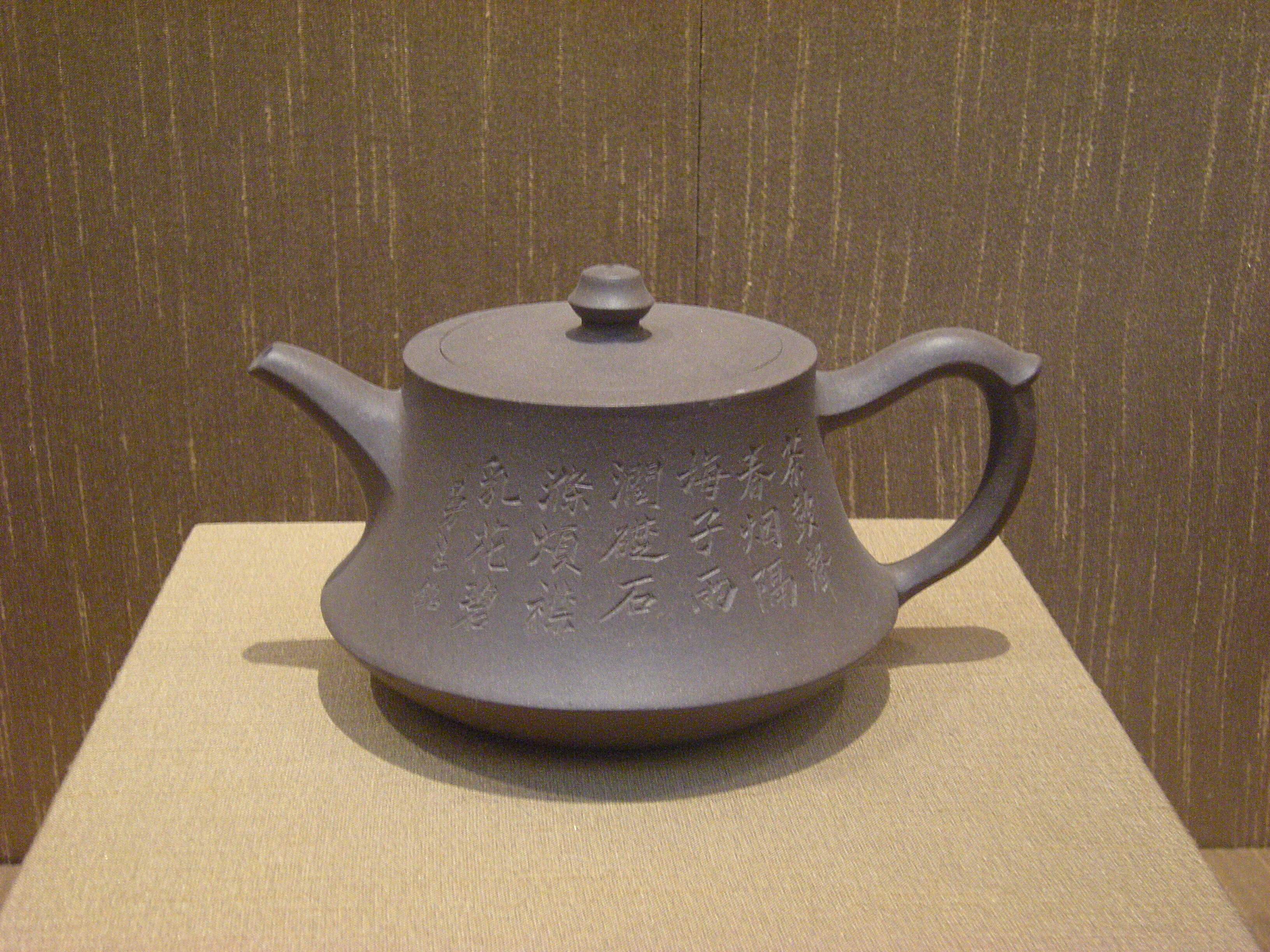
清代楊彭年製陳曼生題銘款曼生壺，現藏於蘇州博物館

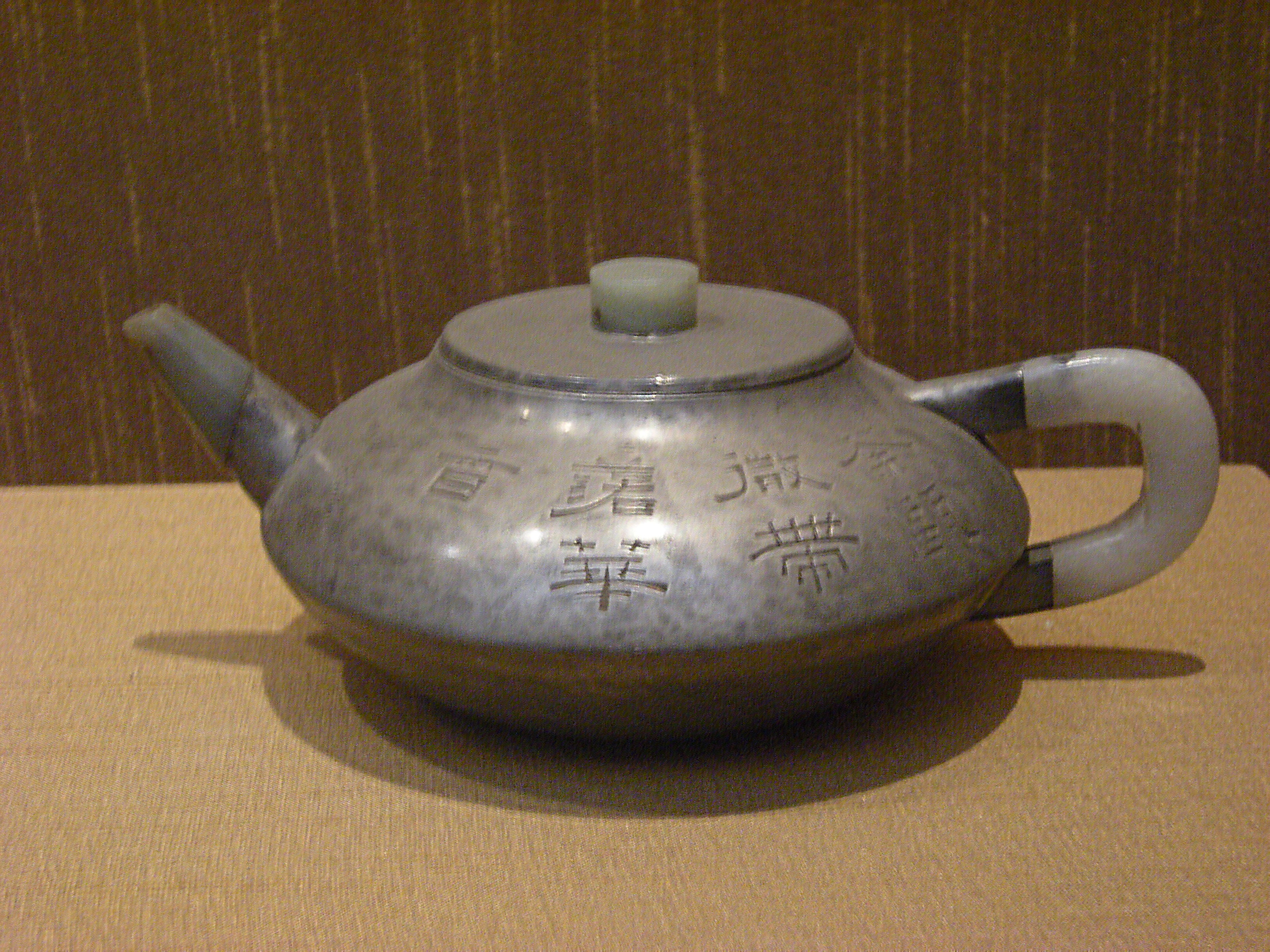
清代楊彭年款紫砂膽包錫壺，現藏於蘇州博物館

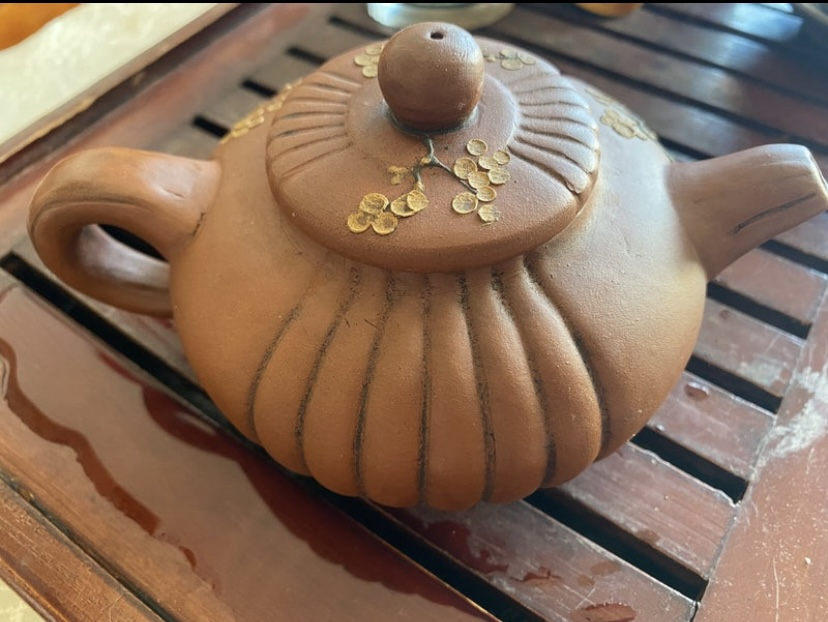

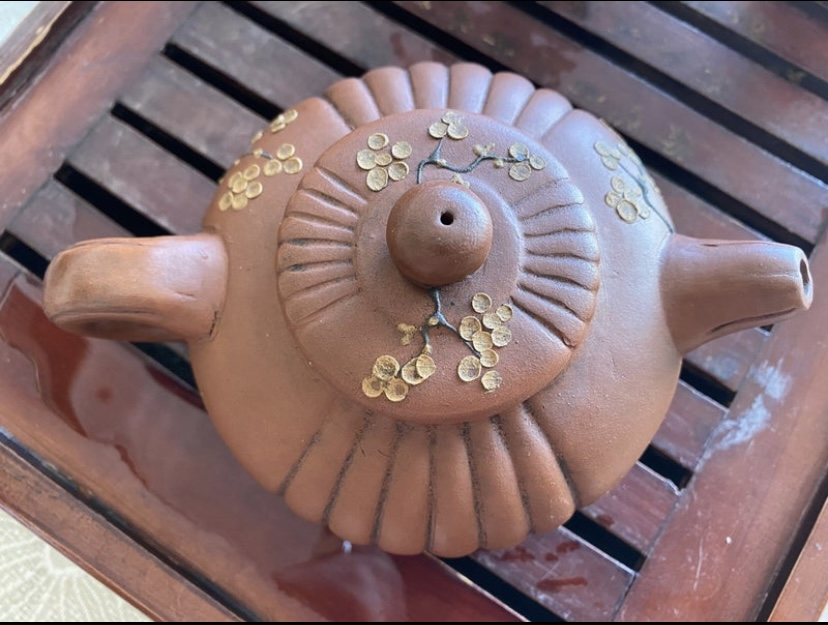

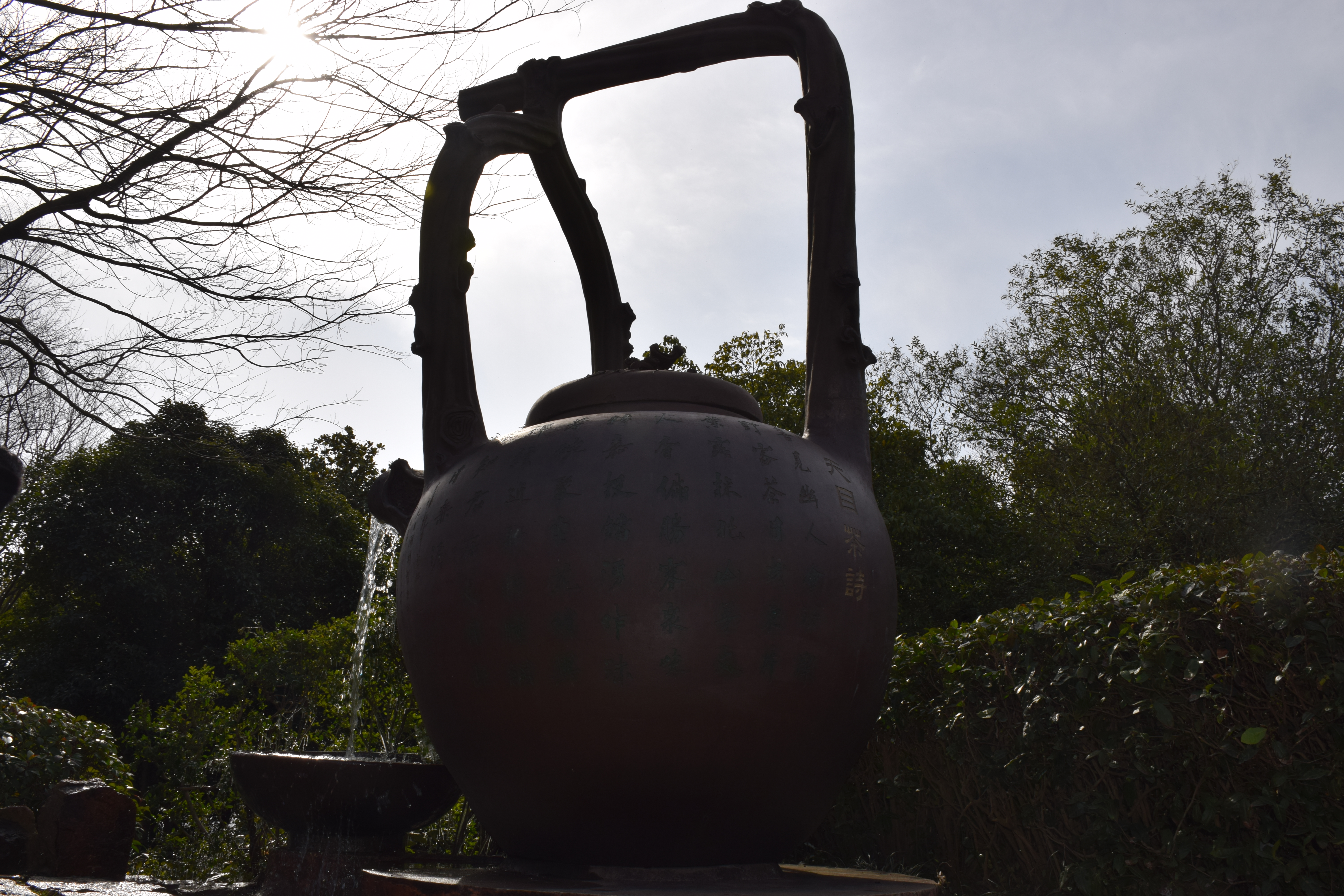
天目湖的“天下第一壶”，截至2023年1月，是世界最大的紫砂提梁壶

紫砂壺是中國一種傳統茶壺，相傳源自宋代至明武宗正德年間。製作紫砂壺的材料是宜興紫砂矿土，泥礦屬沈積岩，每色礦岩相疊，由鱗片狀紫泥、本山綠泥、白泥、黃泥和紅泥构成，统称紫砂泥。因產自江蘇宜興，又稱宜興紫砂。紫砂壺因泥礦配合窯燒（還原燒）造成特殊的双气孔结构，能充份透氣產生活性轉換水質，改變茶香茶味，因此茶壺泡出来的茶越香越醇，茶味雋永醇厚。老紫砂壶不同於電窯及瓦斯窯燒製的新壺，壺的包漿光澤全由壺自身慢慢變化，不需茶水塗抹，当代大師的茶壺作品售價可動軏數百萬元人民幣。
紫砂壶以江苏宜兴出产的最好。茶水在紫砂茶壶中即使过夜也不腐败，在普通瓷茶壶中过夜茶水即不宜再喝；真正的紫砂茶壶只需接觸清水，表面即會產生少量白色粉狀一氧化氮，這是包漿的過程，再經過刷洗擦拭，颜色慢慢变深，光泽油润，很值得欣赏把玩。紫砂壶长期使用，在壶的内壁会结附一块块海绵状物质，俗称“茶山”。有了茶山，即使倒入白开水，倒出的也有茶水的色香味。这样的壶在一些嗜茶人的眼里是把好壺。
紫砂壶大体上属于文人艺术，所追求的古朴雅趣也基本上是以往文人所追求的。就像中国画中的文人画一样，将诗、书、画、印融为一体。如果带着文人艺术的眼光看紫砂壶，则体现了文人画的另一种形态。紫砂壶具有收藏的功能，历史上许多著名製壶匠人，如供春、时大彬、董翰、陈鸿寿、顧景舟、朱可心的作品已经成为不可多得的珍品，是收藏家争相追逐的宝物。

## 起源

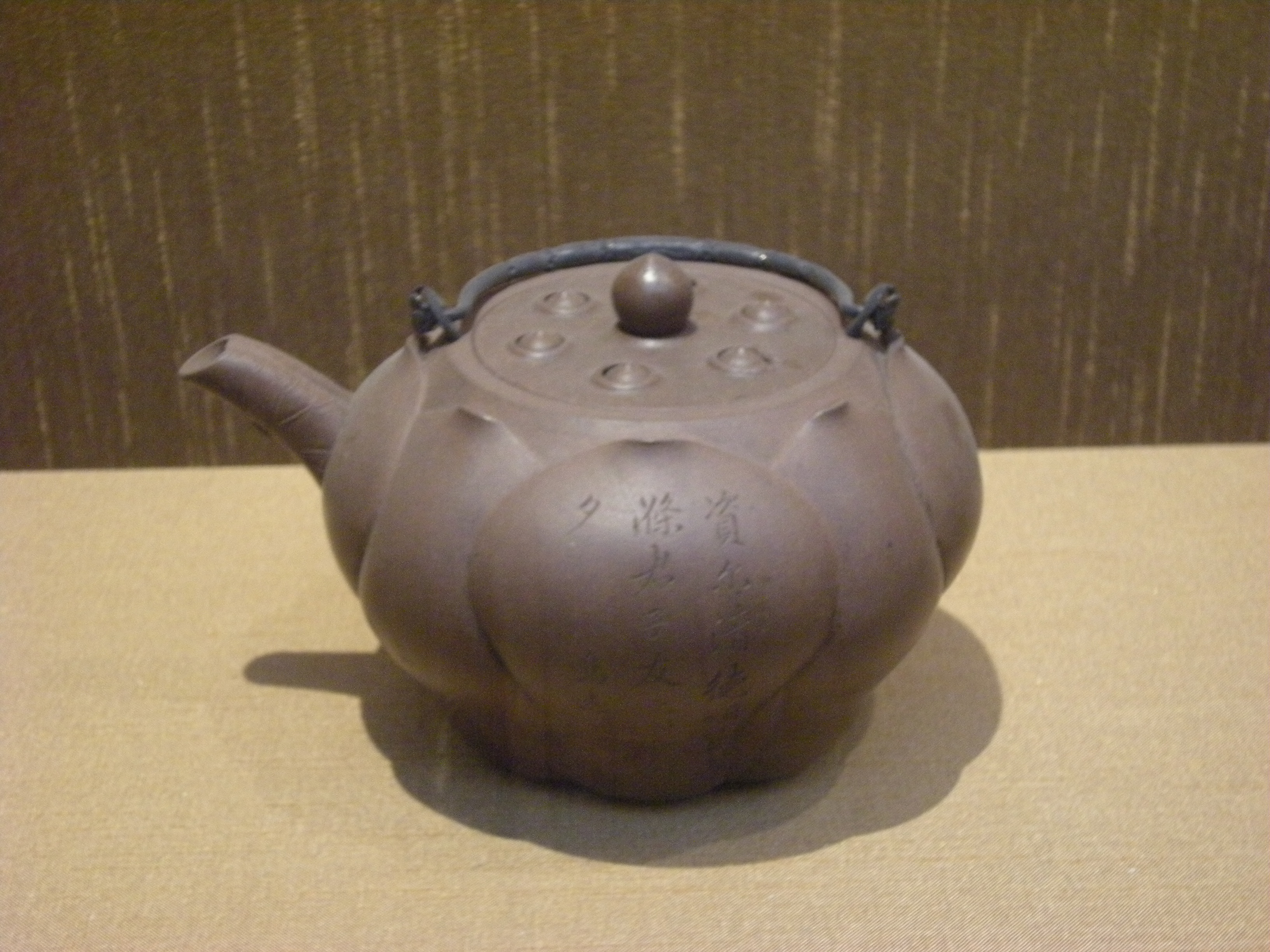
清代陈鸣远款紫砂莲形银配壶，现藏于苏州博物馆

紫砂茶壺的起源並未有一致說法。明代周高起《陽羡茗壺系》的記載，文章指「創始；金沙寺僧，久而逸其名矣，聞之陶家雲，僧閒靜有致，習與陶缸、甕者處，摶其細土加以澄練，附陶穴燒成，人遂傳用。」該書是目前已知的第一部專寫紫砂茶壺的專論，反映明朝正德年間已有紫砂壺，期後清代吳騫的《陽羡名陶錄》、日本明治時代人奧玄寶《茗壺圖錄》、1937年出版的李景康、張虹《陽羡砂壺考》，均沿用周高起的說法。
不過，1976年，宜興羊角山紫砂古窯出土，被認為宜興紫砂源自宋代的依據。宜興羊角山古窯址調查文稿曾指「上限不早於北宋中期，盛於南宋，下限延至明代早期」，並引用北宋梅堯臣《宛陵集》指「……小石冷泉留早味，紫泥新品泛春華」、蘇東坡「松風竹爐，提壺相呼」，為其依據。1982年中國文物出版社出版的《中國陶瓷史》曾斷定，「紫砂器」創始於宋代，至明代中期開始盛行。
自17世紀晚期，壺的外貌有了新的轉變，注重壺表的裝飾及創新。18世紀上旬，此風尚逐漸盛行；工匠不純粹着重器型，更試用不同技法製作紫砂壺，如用不同泥漿在壺身作畫、堆花、貼花、印花或雕玲瓏（鏤空）等裝飾方法。
其中明代正德及嘉靖年間龔春所造的茶壺，今天仍奉為上品，被稱作「供春壺」，當時茗茶者指它「栗色暗暗，如古今鐵，敦龐周正」。吳梅鼎的《陽羡瓷壺賦》記載：「余從祖拳石公讀書南山，攜一童子名供春，見土人以泥為缸，即澄其泥以為壺，極古秀可愛，所謂供春壺也。」不過，現在流傳的供春壺多是仿品，但一些仿品價格可達20萬港元。

## 原料
紫砂矿土产于江苏宜兴市丁蜀镇黄龙山一带，成矿年代为古生代泥盆系，约三亿五千万年左右，位于江南古陆边缘，海、陆、湖的三亚类地带。借助风力或者水力的搬迁，一些细小的粘土颗粒及其他矿物形成的沉积型粘土页岩。
江苏宜兴的紫砂矿土主要由石英、粘土、水云母和赤铁矿组成，其制成紫砂成品泥具可塑性好、生坯强度高、干燥、烧成收缩率小等良好的工艺性能而成为举世闻名陶。这种天然泥矿在陶瓷产区十分罕见，中国广西、山西、河南、河北、陕西、安徽等省的一些地区虽有类似陶土，烧成呈紫红色的无釉陶器，初看有相似之处，但其玻璃相重，工艺上也有诸多限制，无法与宜兴紫砂泥相媲美。
紫砂泥料原深藏於岩石層下，分布於甲泥的泥層之間，礦層厚度幾十公分到一米左右，其化學成分為含鐵質粘土粉砂岩，鐵成分約占7%~12%。紫泥主要礦物成分為水雲母，及不等量的高嶺岩、石英、雲母屑和鐵。
然而紫砂是多種不同顏色泥料的統稱，一般在天然環境中，可以開採出來紫泥、紅土、本山綠(淡黃色)、朱泥四種泥料。若單純只用一種泥料則稱之為清水泥，一般情況下常會用拼紫泥的手法，意指用特定的比例將這幾種原料充分混合，以達到不同顏色的目的，拿放大鏡看可以看到裡面有各種不同顏色泥料的小顆粒。而常聽到的段泥其實是由本山綠泥混合紫泥調製而成，原本是因本山綠泥成型不易，因此加入部分紫泥以利成型，稱之為「團泥」，後來因日久以訛傳訛，便成了「段泥」了。至於如綠泥、天青泥、大紅袍等特殊顏色則是以上述泥料添加化學原料染色而成，原本在高溫燒成之下應是無安全疑慮，但因化工技術日漸蓬勃，紫砂壺品質良莠不齊，於是開始有安全疑慮的紫砂壺出現了。而隨著紫砂礦的停採，也開始出現了以一般陶土加黑心化工顏料偽裝成紫砂土的紫砂壺，重金屬溶出量超出正常值幾百倍，造成身體危害。但市面上有很多人教如何辨別化工壺，但著實不易，有經驗者一看便知。
製作時，從礦層中開採出的紫泥，俗稱生泥，經露天攤曬風化，使其鬆散，然後經初碎、粉碎，按產品要求的顆粒數目，送風篩選。篩選後的泥灰，由攪拌機攪拌成一塊塊涇泥，經堆放陳腐處理，再把腐泥進行真空練泥，這樣便成為供製坯]用的熟泥。
在紫砂泥練和製備過程中，所用水的水質十分講究。水質的優劣會直接影響產品的質素。紫砂泥可塑性好，生坯強度高，坯的乾燥、燒成收縮率小。 為豐富紫砂隱的外觀色澤，工匠會將几种泥料混合相配及变换烧製的位置，在泥料中加入適度的金屬氧化着色剂，控制好窯內的溫度和氣氛。紫砂壺不一定是紫色，亦有硃砂紅、棗紅、紫銅、海棠紅、鐵灰鉛、葵黃、墨綠、青蘭等等。
宜兴紫砂是中国地理标志产品。

## 价格与类型
价格可能从几十到几千元不等。 2010年，一个壶拍卖出了1232万元人民币。通常，宜兴茶壶的价格取决于年龄，泥料，艺术家，风格和制作方法等因素。较昂贵的壶是使用木制和竹制工具手工成型以将黏土加工成形状的，而较便宜的宜兴壶是通过压铸生产的。
宜兴紫砂茶壶可分为五种等級：
1. “化学茶壶”:是由紫砂和添加的化学物质制成的。这些茶壶通常颜色鲜艳。
2. “旧日用品紫砂茶壶”:純用宜兴紫砂制成，但工艺可能不高。
3. “美术作品”
4. “杰作”
5. “绝世珍宝”[3]这种分类对收藏家和发烧友可能非常有用。

## 天青泥
紫砂壶最重要的部分是它的泥料。天清泥是所有类型中最昂贵和最受欢迎的泥料。但是，自清末以来，天清泥料极少见并消失。据报道，最近才在美国发现宜兴的清代天清泥茶壶。。 

### 天青泥紫砂壶的特点特征
- 清代晚期消失（小心受骗如果是新造的天青泥壶）
- 烧制后呈暗肝色,或青里透绿
- 砂性大，透气好，易泡养 （砂性非常大，透气特别强以至于使用时外壁是湿的，极易泡养，用几次就有变化，很快会变得像翡翠样）
- 经泡养会青里透绿，而且越养越绿，被誉为"紫砂之翡翠" [5]。这种使用中颜色的急剧变化是天青泥的特征（所有的泥料烧制后颜色都会变化）。
- 烧制后可能会有特殊效果 [6]

请注意钴料蓝是化工壶而绝不是天青泥壶。

### 几把清代可能的天青泥壶比较
| 图片 | 名字                            | 制作年代    | 主要颜色                                | 砂感与极透气 | 光亮与金属感   | 烧制后特殊效果         |
| ---- | ------------------------------- | ----------- | --------------------------------------- | ------------ | -------------- | ---------------------- |
|      | 清邵亨裕款天青泥杨桃壶          | 清代        | 青或深灰，水沁泡一周或时用后透绿        | 是           | 是             | 未见                   |
|      | 清道光 杨彭年造天青泥泥绘合斗壶 | 清代 (道光) | 暗肝色                                  | 是           | 是             | 未见                   |
|      | 清康熙静远斋继长制天青泥竹段壶  | 清代 (康熙) | 绿色，多处不轨则紫色区                  | 是           | 是             | 是                     |
|      | 清清泉美玉天青泥壶              | 清代        | 暗肝色, 薄的松叶呈绿色 (水中沁泡一周后) | 砂感不突出   | 绿色初闪光明显 | 暗肝色, 薄的松叶呈绿色 |
|      | 清陈鸣远天青泥东陵南瓜壶        | 清代        | 暗肝色, 青色, 绿色细小颗粒              | 是           | 是             | 三种颜色同时存在       |